# 아코루냐도
아코루냐 주(갈리시아어: A Coruña, 스페인어: La Coruña 라코루냐[*])는 스페인의 북서쪽 끝에 위치한 대서양 연안의 주로, 갈리시아 지방을 이루는 네 개의 주 가운데 하나이다. 주도는 아코루냐이다.